# 1344
| [ Edytuj tabelę ]                          |                                                             |
| Król Polski                                | - 1333 Kazimierz III Wielki 1370                            |
| Król Albanii                               | - 1332 Robert 1364                                          |
| Współksiążęta Andory                       | - 1341 Pere de Narbona 1348 - 1343 Gaston III 1391          |
| Król Anglii                                | - 1327 Edward III 1377                                      |
| Król Aragonii i Walencji, hrabia Barcelony | - 1336 Piotr IV Aragoński 1387                              |
| Władca Azteków                             | - 1325 Tenoch 1376                                          |
| Książę Bawarii                             | - 1340 Ludwik IV 1347                                       |
| Margrabia Brandenburgii                    | - 1320 Ludwik 1351                                          |
| Książę Burgundii                           | - 1315 Eudes IV 1349                                        |
| Cesarz Bizancjum                           | - 1341 Jan V Paleolog 1347                                  |
| Car Bułgarii                               | - 1331 Iwan Aleksander 1371                                 |
| Cesarz Chin                                | - 1333 Huizong 1368                                         |
| Król Cypru                                 | - 1324 Hugo IV 1359                                         |
| Król Czech                                 | - 1310 Jan Luksemburski 1346                                |
| Król Danii                                 | - 1340 Waldemar Atterdag 1376                               |
| Władca Egiptu                              | - 1342 As-Salih Isma’il 1345                                |
| Cesarz Etiopii                             | - 1314 Amde Tsyjon I 1344 - 1344 Nyuaje Krystos 1372        |
| Król Francji                               | - 1328 Filip VI 1350                                        |
| Król Gruzji                                | - 1314 Jerzy V Wspaniały 1346                               |
| Hrabia Holandii                            | - 1337 Wilhelm IV 1345                                      |
| Cesarz Japonii                             | - 1339 Go-Murakami 1368                                     |
| Kalif                                      | - 1341 Al-Hakim II 1352                                     |
| Król Kastylii i Leónu                      | - 1312 Alfons XI 1350                                       |
| Patriarcha Konstantynopola                 | - 1334 Jan XIV Kalekas 1347                                 |
| Władca Korei                               | - 1339 Ch’unghye 1344 - 1344 Ch’ungmok 1348                 |
| Wielki książę litewski                     | - 1341 Jawnuta 1344                                         |
| Cesarz Majapahitu                          | - 1328 Tribhuwana Widżajatunggadewi 1350                    |
| Sułtan Maroka                              | - 1331 Abu al-Hassan Ali I 1350                             |
| Książę Mediolanu                           | - 1339 Giovanni 1354                                        |
| Senior Monako                              | - 1338 Karol I 1357                                         |
| Wielki książę moskiewski                   | - 1340 Siemion Dumny 1353                                   |
| Król Nawarry                               | - 1342 Joanna II z Nawarry 1349                             |
| Król Norwegii                              | - 1319 Magnus Eriksson 1355 - 1343 Haakon VI Magnusson 1380 |
| Hrabia Palatynatu                          | - 1327 Rudolf II Wittelsbach 1353                           |
| Papież                                     | - 1342 Klemens VI 1352                                      |
| Król Portugalii                            | - 1325 Alfons IV 1357                                       |
| Cesarz Rzymski (niemiecki)                 | - 1314 Ludwik IV Bawarski 1347                              |
| Książę Saksonii                            | - 1298 Rudolf I 1356                                        |
| Car Serbii                                 | - 1331 Stefan Urosz IV Duszan 1355                          |
| Król Szkocji                               | - 1329 Dawid II Bruce 1371                                  |
| Król Szwecji                               | - 1319 Magnus Eriksson 1363                                 |
| Sułtan Turków                              | - 1324 Orchan 1360                                          |
| Doża Wenecji                               | - 1342 Andrea Dandolo 1354                                  |
| Król Węgier                                | - 1342 Ludwik Andegaweński 1382                             |
| Wielki mistrz zakonu krzyżackiego          | - 1342 Ludolf König von Wattzau 1345                        |

Rok 1344 / MCCCXLIV
stulecia: XIII wiek ~
XIV wiek ~
XV wiek

lata: 1334 «
1339 «
1340 «
1341 «
1342 «
1343 «
1344
» 1345
» 1346
» 1347
» 1348
» 1349
» 1354

## Wydarzenia w Polsce
- 14 sierpnia – Działdowo otrzymało prawa miejskie nadane przez Rudolfa Köninga.

- Wojska polskie zajęły ziemie sanocką i przemyską.
- Jan Luksemburski najechał Księstwo Świdnickie, co zapoczątkowało wojnę polsko-czeską zakończoną Pokojem Namysłowskim w 1348.

## Wydarzenia na świecie
- 30 kwietnia – została powołana metropolia czeska - pierwszym arcybiskupem został Arnoszt z Pardubic.
- 13 maja – w bitwie morskiej w Zatoce Smyrneńskiej flota wenecka pokonała piratów emira Ajdynu.
- 21 listopada – Jan Luksemburski położył kamień węgielny pod budowę katedry św. Wita na Hradczanach.

- Pierwszy zegar publiczny, umieszczony na zewnętrznej ścianie Palazzo Carrece (Padwa, Włochy).
- Założono miasto Tenochtitlán, stolicę imperium Azteków.
- Głód w Chinach.

## Urodzili się
- Filip I, syn Joanny z Owernii, książę Burgundii (zm. 1361)

## Zmarli
- 17 kwietnia – Konstantyn II, król Armenii Mniejszej (ur. ?)
- 10 sierpnia – Leopold II, książę Austrii (ur. 1328)
- 30 sierpnia – Otto Łagodny, książę Brunszwiku (ur. ok. 1291)
- 3 listopada – Adolf z Mark, biskup Liège (ur. 1278)
- 11 grudnia – Fryderyk II, książę Austrii (ur. 1327)
- 24 grudnia – Henryk IV, hrabia Bar (ur. ok. 1312)
- 30/31 grudnia  – Otton I, książę pomorski (ur. ok. 1279)
- data dzienna nieznana :
  - Amde Tsyjon I, cesarz Etiopii (ur. ?)
  - Mieszko Bytomski, książę siewierski z dynastii Piastów (ur. ok. 1300)
  - Simone Martini, malarz włoski (ur. 1284)